# Vanalinn

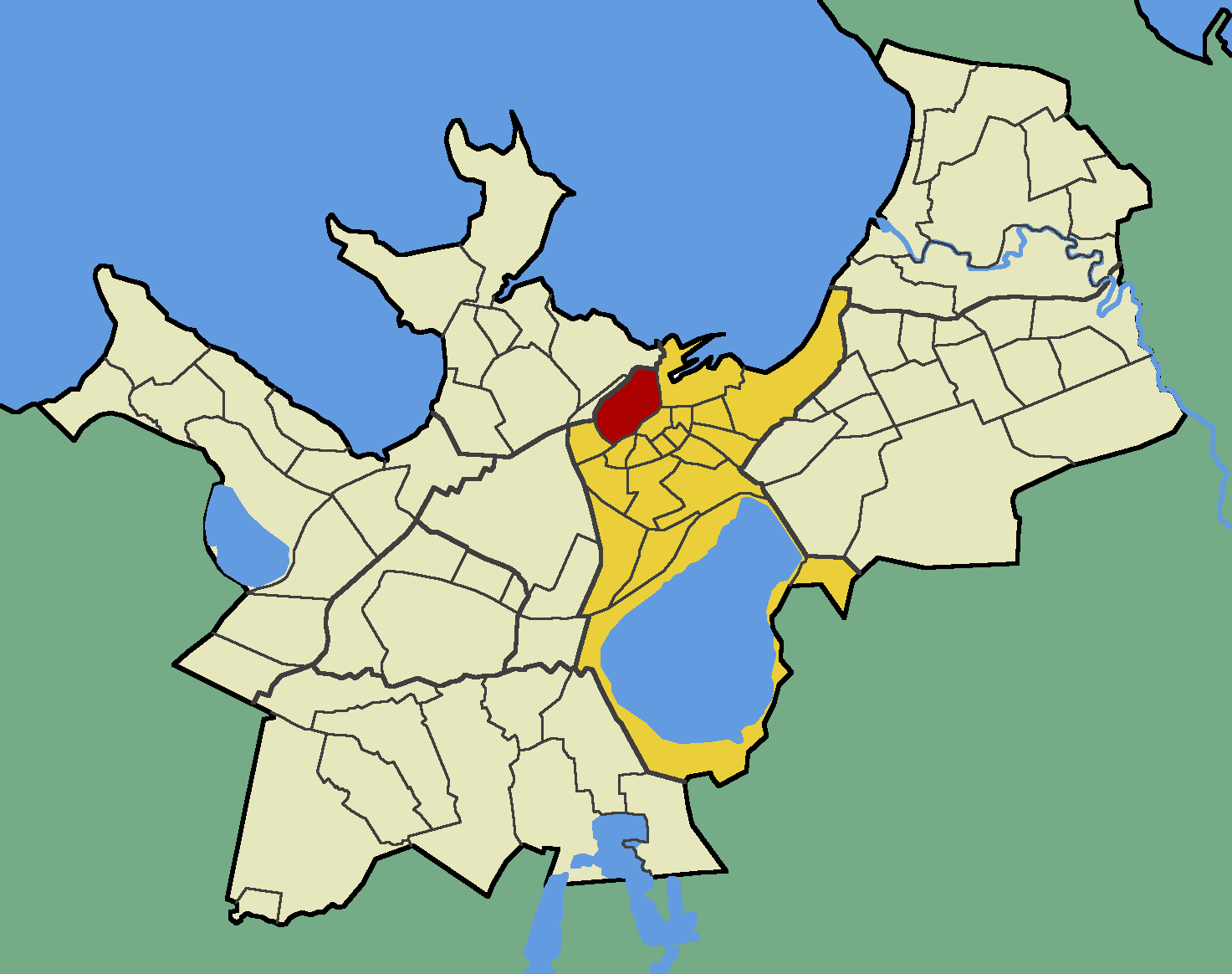
Der Bezirk Vanalinn (rot) im Tallinner Stadtteil Kesklinn (gelb)

Vanalinn (estnisch für „Altstadt“) ist ein Bezirk (estn. asum) der estnischen Hauptstadt Tallinn. Er liegt im Stadtteil Kesklinn („Innenstadt“). Als Altstadt von Tallinn wurde er 1997 von der UNESCO zum Weltkulturerbe ernannt.

## Geschichte
Vanalinn ist der älteste Teil Tallinns. Dieser Teil der Stadt wurde im 13. und 14. Jahrhundert gebaut und ist gut erhalten. Verwaltungstechnisch ist Vanalinn ein Bezirk im Stadtteil Kesklinn. Der Bezirk hatte am 1. Januar 2020 4.746 Einwohner. Seine Fläche beträgt 1,1 Quadratkilometer.
Vanalinn hat einen hochgelegenen Teil, den Domberg (estnisch Toompea), und einen tieferliegenden Teil (estnisch All-linn, deutsch Unterstadt, das eigentliche Reval). Beide Teile waren jahrhundertelang getrennte Verwaltungseinheiten. Sie wurden erst 1878 unter eine Verwaltung vereinigt. Die Teile sind durch eine Mauer getrennt und durch zwei Straßen verbunden: Lühike jalg (zu deutsch „Kurzes Bein“, offizieller deutscher Name Kurzer Domberg) und Pikk jalg („Langes Bein“, offiziell Langer Domberg).

## Der Domberg
Bedeutende Gebäude auf dem Domberg sind:
- Das Castrum Danorum oder „Burg auf dem Domberg“ (estnisch Toompea loss). Dieses Gebäude ist heute der Sitz des Riigikogus, des estnischen Parlaments. Auf einer der Ecken steht der Turm Langer Hermann
- Das Stenbock’sche Haus, der Sitz der estnischen Regierung
- Der Tallinner Dom
- Die Russisch-orthodoxe Alexander-Newski-Kathedrale
- Das Haus der Estländischen Ritterschaft (estnisch Eestimaa rüütelkonna hoone). In diesem Gebäude befand sich 2009–2016 die Estnische Kunstakademie.

An verschiedenen Punkten hat der Besucher eine schöne Aussicht über die Unterstadt und den Finnischen Meerbusen. Am Fuß des Domberges liegt der Dompark (estnisch Toompark). An der anderen Seite des Parks befindet sich der Baltische Bahnhof (Balti jaam). Er liegt im Bezirk Kelmiküla.

## Die Unterstadt
In der Unterstadt befinden sich:
- Das alte Tallinner Rathaus am Rathausplatz (estnisch Raekoja plats)
- Dem Rathaus gegenüber: die Tallinner Ratsapotheke (estnisch Raeapteek), eine Apotheke aus dem 15. Jahrhundert, die noch immer in Gebrauch ist
- Die Heiliggeistkirche (estnisch Püha Vaimu kirik)
- Der Turm Kiek in de Kök
- Die Niguliste kirik („Nikolaikirche“)
- Die Russisch-orthodoxe Kirche des Heiligen Nikolaus des Wundertäters
- Die Olaikirche (estnisch Oleviste kirik)
- Gebäude verschiedener Gilden, darunter das Haus der Großen Gilde

## Stadtmauer
Die Stadtmauer war im 15. Jahrhundert 2,35 km lang, 13 bis 16 Meter hoch und 2 bis 3 Meter dick. Sie zählte mehr als 40 Türme.
Heute gibt es noch 1,85 km Stadtmauer mit 26 Türmen. Einer dieser Türme ist die Dicke Margarethe mit einem Durchmesser von 25 Meter.

## Bilder

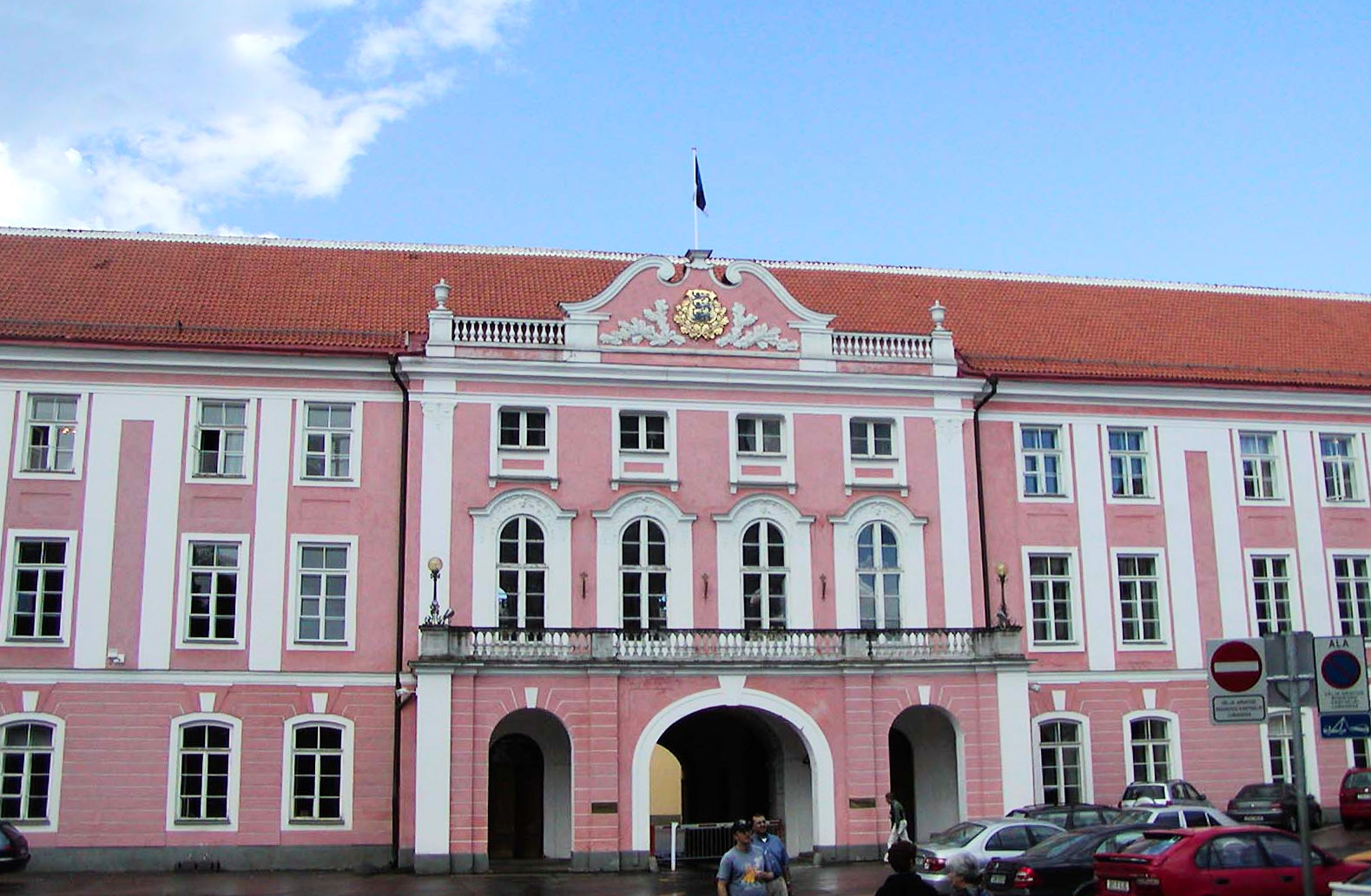
Castrum Danorum, Sitz des estnischen Parlaments
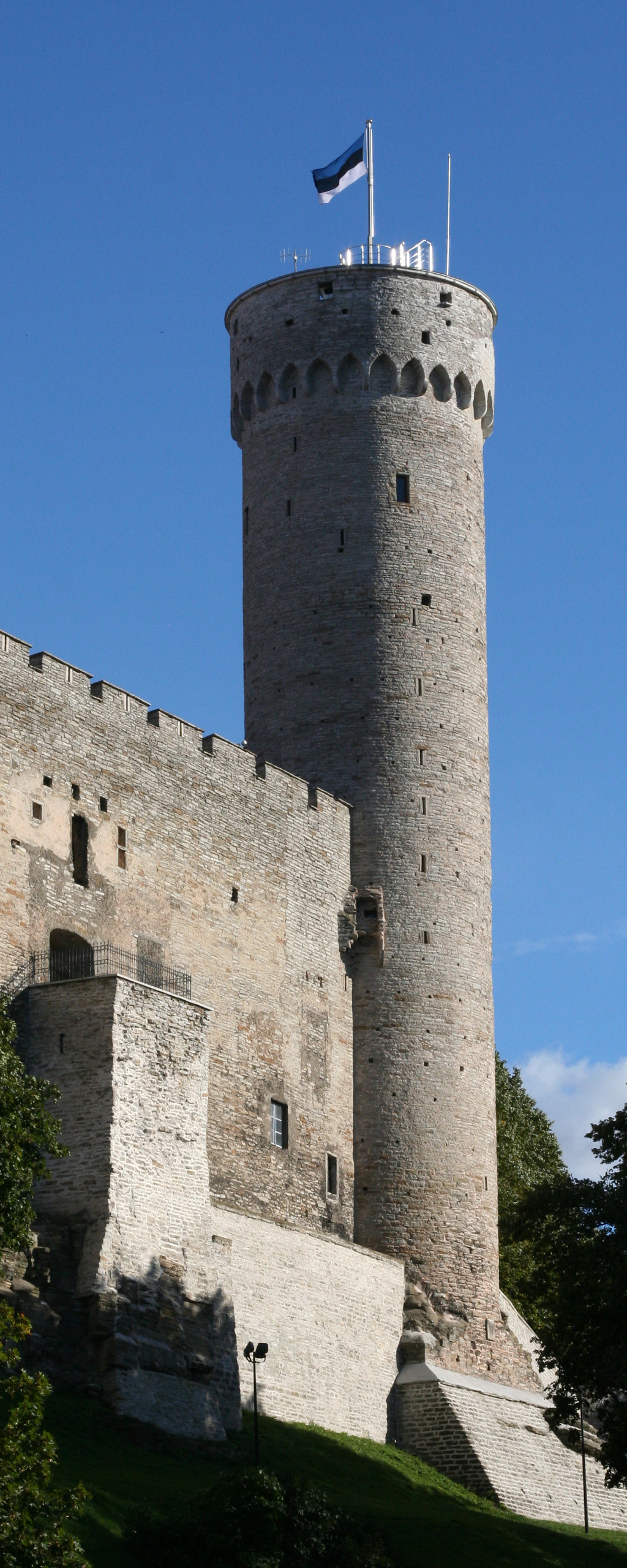
Die Flagge Estlands auf dem Langen Hermann
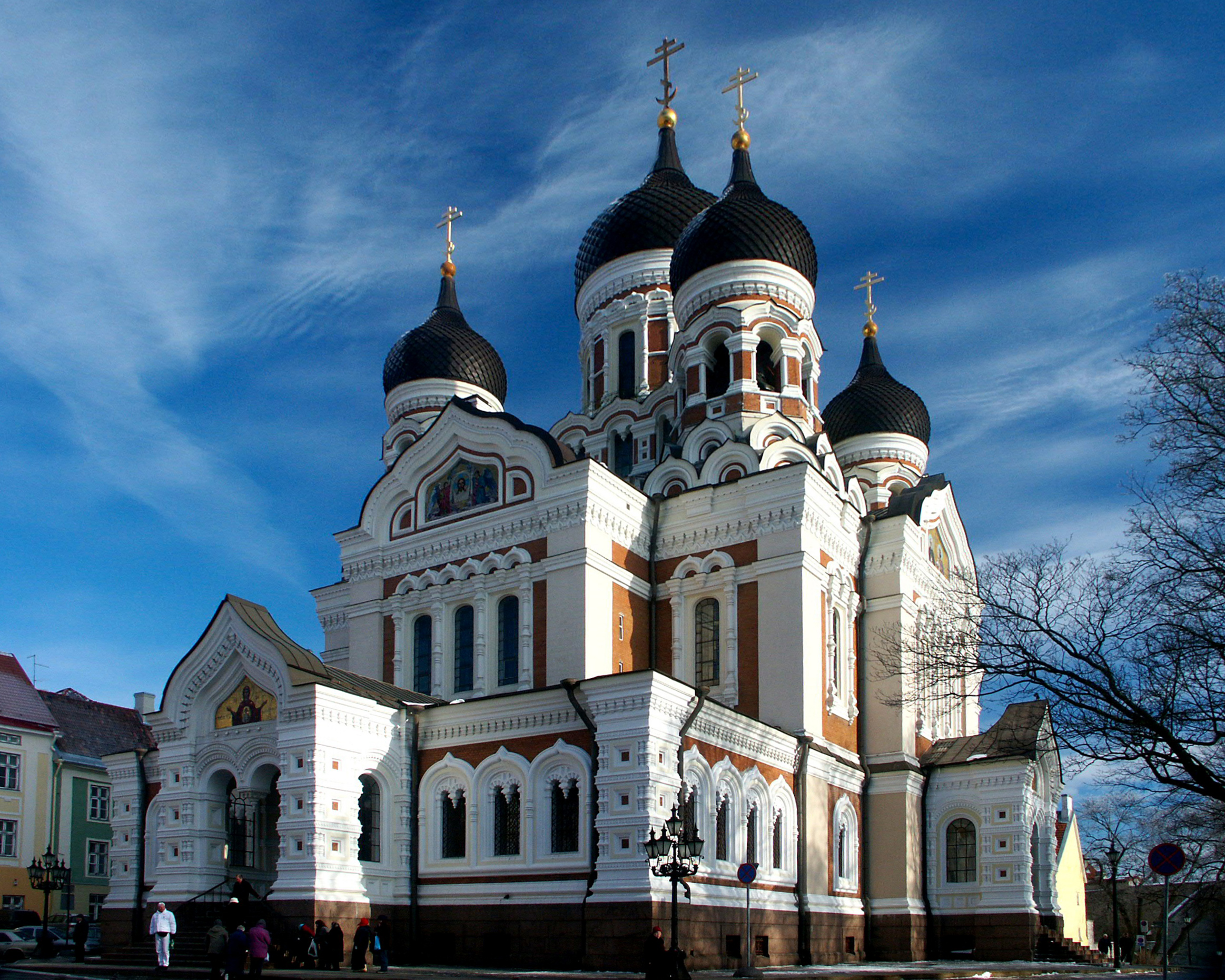
Die Alexander-Newski-Kathedrale
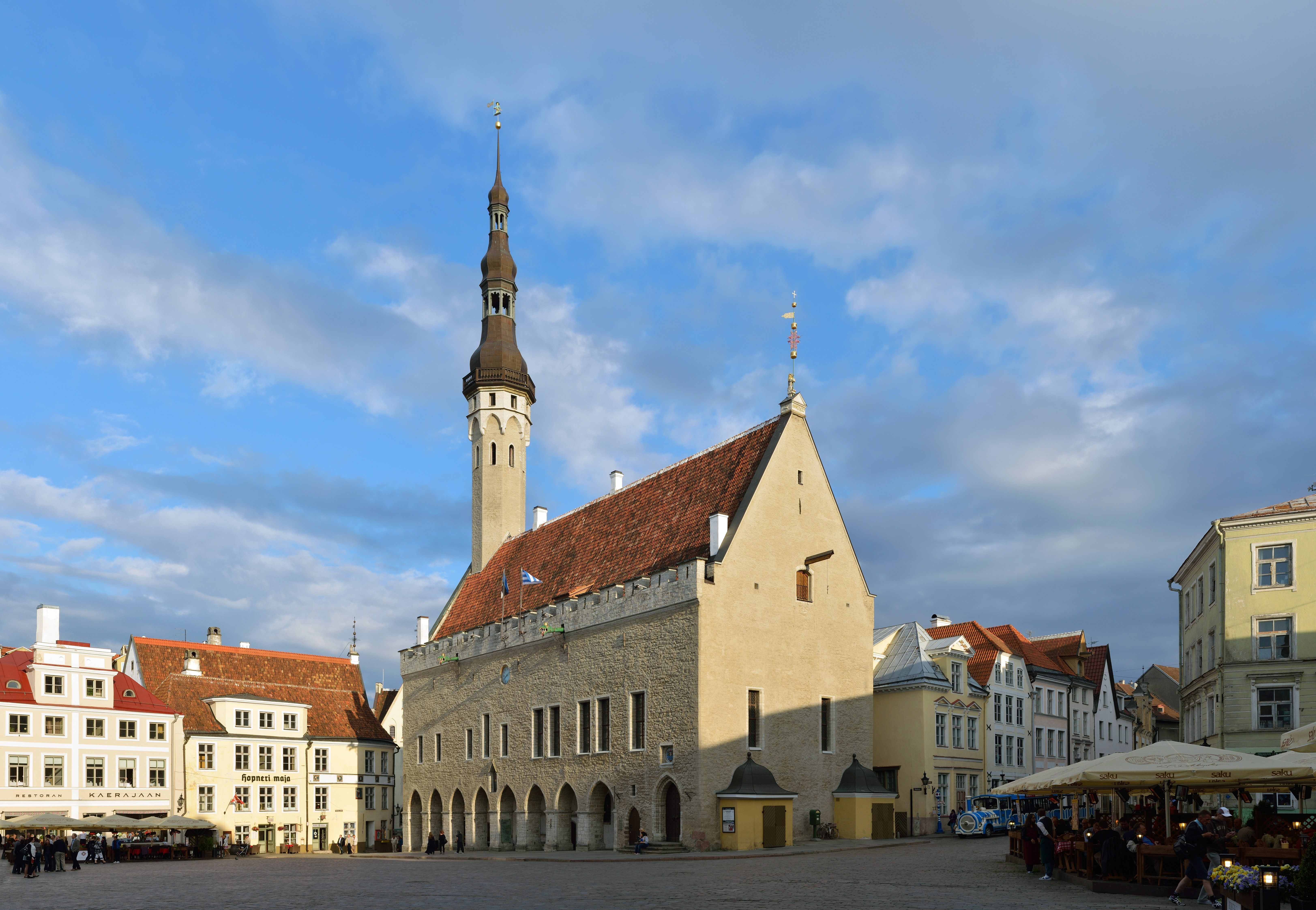
Das alte Tallinner Rathaus
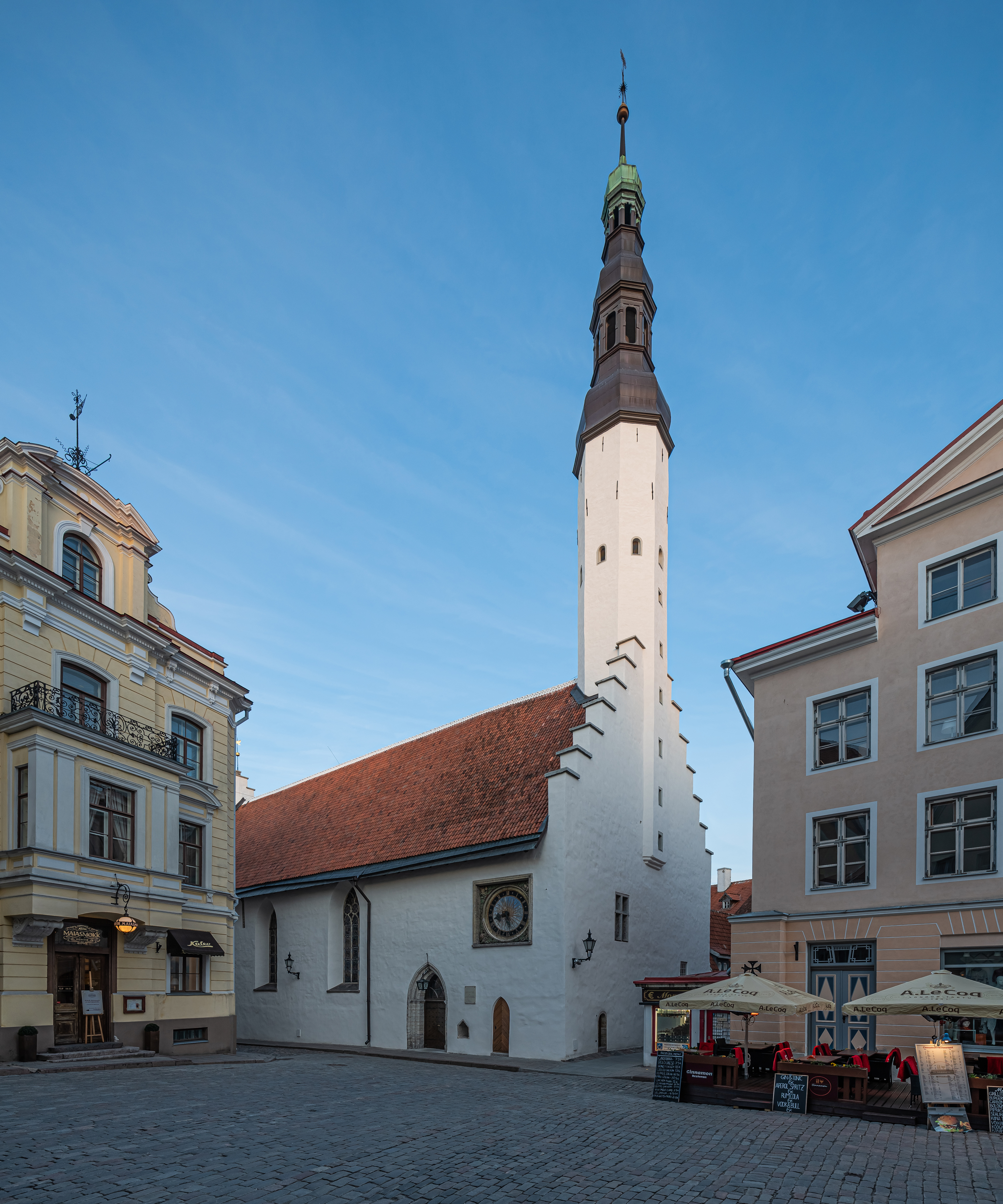
Die Heiliggeistkirche
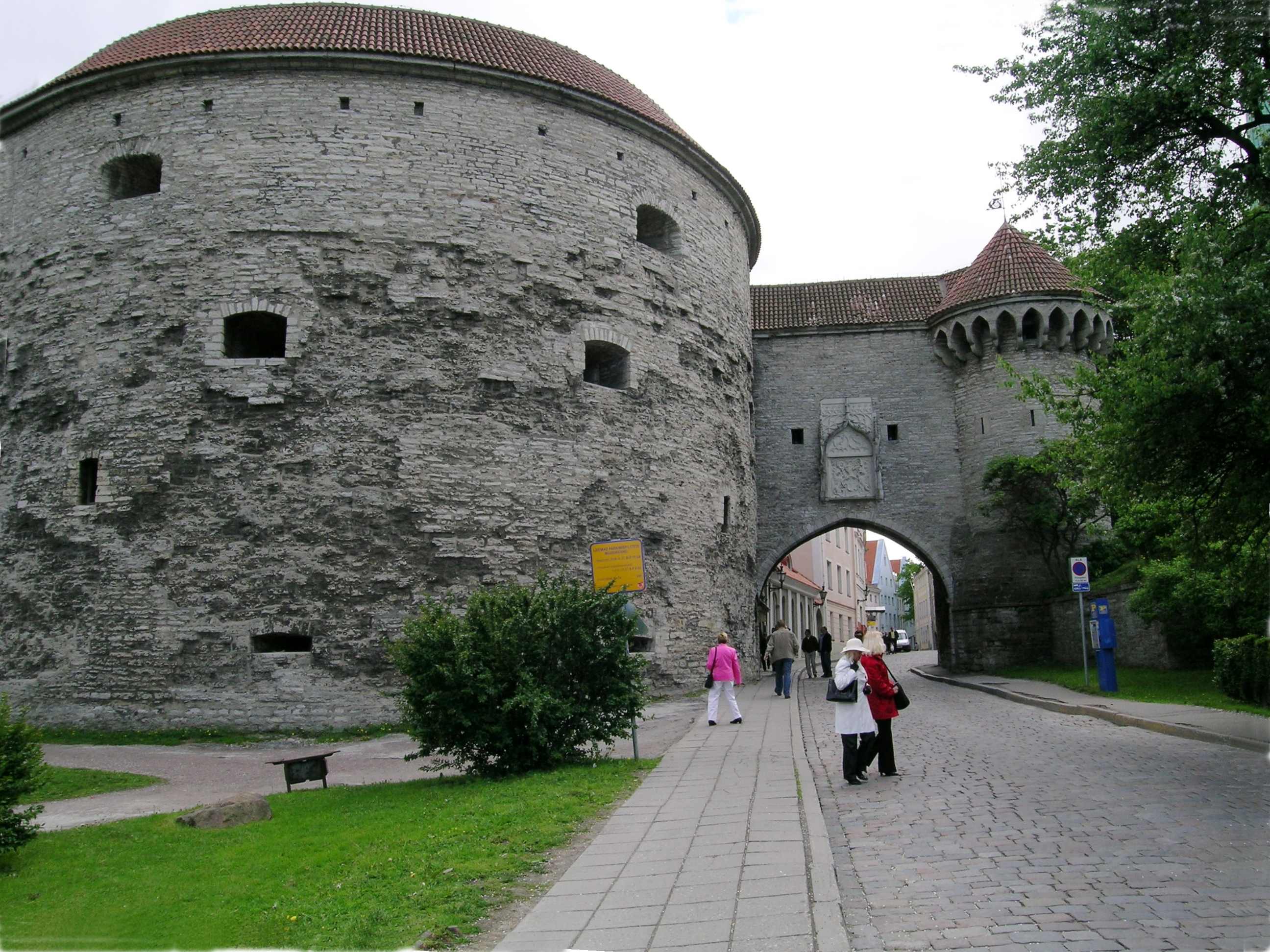
Die Große Strandpforte mit der „Dicken Margarethe“